# Ciudad de Capitales
La Ciudad de Capitales (en ruso: Город Столиц, Gorod Stolits), es un complejo multifuncional de dos rascacielos ubicados en la parcela 9 en el Centro Internacional de Negocios de Moscú en la ciudad de Moscú, Rusia. La Ciudad de Capitales simboliza Moscú y San Petersburgo, finalizado en 2010. La Torre de Moscú fue en el momento de su inauguración el edificio más alto de Europa, con una altura al techo de 302 metros (310 m si se cuenta la aguja). Hoy en día ocupa el octavo puesto entre los mayores rascacielos del continente.
La Ciudad de Capitales consta de dos torres - la de 76 pisos llamada «Torre de Moscú» y la de 65 pisos llamada «Torre de San Petersburgo» de 257 m. Todo el complejo se asienta en un vestíbulo principal que consta de 6 plantas bajas y 4 plantas sobre la superficie de espacio público. Los pisos superiores de la estructura de base incluyen tiendas, un gimnasio, salas de presentación, y restaurantes. 
Para crear el concepto de las oficinas en la Ciudad de Capitales, fueron estudiados otros complejos y centros de negocios de otras partes del mundo. Estas están diseñados bajo las últimas normas internacionales, de acuerdo con los desarrolladores del proyecto. La estructura del complejo deja un espacio entre columnas de 9 metros, por lo que permite la organización del espacio con diseños abiertos desde 500 hasta 3 500 metros cuadrados.